# Aplauso (programa de televisión)
Aplauso fue un programa musical de televisión, emitido por Televisión Española entre 1978 y 1983.

## Origen
Aplauso se ideó con la intención de cubrir un hueco en la programación de TVE. El Gobierno provisional, que estaba junto con los grupos políticos redactando la primera Constitución democrática de España, aprovechó para crear un programa que sirviese de muestrario de las tendencias más cercanas a los gustos de la mayoría del público, especialmente de los jóvenes.
A diferencia de otros programas contemporáneos como Popgrama (1977), de Carlos Tena y Moncho Alpuente, o más adelante Musical express (1980), de Àngel Casas, Aplauso no exploraba nuevas tendencias minoritarias y entonces innovadoras, como el Punk, sino que apostaba por difundir la música más comercial y la que copaba las listas de ventas, siendo considerado un exponente del entonces incipiente fenómeno de las fanes.

## Estructura
El espacio adoptaba el formato de una revista. Los presentadores manejaban una revista de papel, cada una de cuyas páginas representaba una de las actuaciones que se sucedían en el programa, que tenía una duración aproximada de una hora: Así, el espacio se abría con la portada, páginas centrales, póster central y cerraba con la contraportada.
La Página infantil, por ejemplo, supuso la rampa de lanzamiento de numerosos artistas de la época como Parchís, Enrique y Ana, Teresa Rabal, Regaliz...
En la página de humor, hubo también actuaciones más o menos fijas, según las épocas, de humoristas como Andrés Pajares, Fernando Esteso, Bigote Arrocet, Martes y trece, Arenas y Cal, Miguel Gila, Lussón y Codeso, Los Hermanos Calatrava, Zori y Santos o Las Hermanas Hurtado.
Pronto se incorporarían nuevas secciones, que se hicieron míticas, como los concursos El doble de los famosos , cuya ganadora absoluta fue "la doble de Massiel", (Pilar García) o La juventud baila, que, por ejemplo supuso la primera aparición ante una pantalla de la que luego se convertiría en popular actriz Miriam Díaz-Aroca.
El programa comenzó a emitirse el miércoles 9 de junio de 1978. En septiembre de ese mismo año, pasó a emitirse la tarde de los sábados, en la que permanecería hasta su desaparición definitiva.
A partir de 1981, se pretendió una renovación del programa, con contenidos más directamente enfocados al público adolescente, y el programa se emitía desde la discoteca Joy Eslava de Madrid.
Tras la llegada de Felipe González y de la coalición PSOE-PSC al Gobierno en diciembre de 1982, la nueva dirección de RTVE decide suprimir el espacio. El último programa se emitió el día de Año Nuevo de 1983.

## El equipo técnico
José Luis Uribarri dirigió el programa a lo largo de sus cinco años de emisión. El realizador fue Hugo Stuven, hasta 1982 en que abandona el espacio por divergencias con Uribarri, siendo sustituido por Lisardo García.
Los guiones fueron entre otros, de José Luis Fradejas y de José María Comesaña. Los decorados eran de Paco Bello y la coreografía de Giorgio Aresu. La producción corrió a cargo de Martín Cabañas y Mariano Mayoral ayudante de producción.

## Los presentadores
En una primera etapa (durante el verano de 1978), el propio José Luis Uribarri se puso frente a las cámaras, acompañado de María Salerno, Isabel Luque e Isabel Borondo, con José Luis Fradejas en la sección La juventud baila. En octubre, Uribarri se centró únicamente en la dirección, y hubo cambios en las presentadoras: salen Luque y Salerno y se incorporan Eva Gloria (que solo estuvo unos cuantos programas) y Silvia Tortosa y en 1979 Mercedes Rodríguez y Elena Gutiérrez.
Ese mismo año, llegaba un disc-jockey al programa, llamado Nacho Dogan, que aparecía con la cara totalmente pintada de blanco y conducía el mini-espacio La marcha de Nacho. Por su parte, la joven actriz Ana María Molano, procedente de La Mansión de los Plaff, presentaba la página infantil.
A principios de 1981 hubo una renovación total de la presentación. Solo se mantuvieron Fradejas y Dogan, y fueron contratadas María Casal (que continuó en el programa hasta el final), y Amparo Larrañaga, que a los pocos meses sería sustituida por Adriana Ozores. Durante esta época, aparecen nuevos realizadores: José María Morales y Mauricio Romero.
En el último programa, la plantilla de presentadores fue, por tanto: José Luis Fradejas, María Casal y Adriana Ozores.

## Los artistas invitados
Por Aplauso desfilaron los grupos y solistas más populares y comerciales de su época. Así, por ejemplo, y entre muchísimos otros:
- Grupos españoles:Radio Futura, Ejecutivos Agresivos, Rubi y los Casinos, Zombies, Alaska y los Pegamoides, Los Secretos, Mecano, Glamour, Azul y Negro, Parchís, La Familia, Regaliz, Antonio y Carmen, Botones, Rumba Tres, Los Chichos, Radio Topolino Orquesta, Las Deblas, Los Pecos, Chan y Chevy, Dúo Dinámico, Trigo Limpio, Mocedades, Burning, Coz, Mermelada, Tequila, Triana, Barón Rojo, Marfil, Obús, La Romántica Banda Local, Asfalto, Orquesta Mondragón, Mediterráneo, Cadillac, Mamá, Laredo, Menudo, Goma de Mascar, Los Trastos y Sissi.

- Grupos extranjeros: ABBA, Camel, The Police, La Bionda, Boney M, AC/DC, OMD, Kiss, Status Quo, Ramones, Van Halen, Madness, Depeche Mode, Duran Duran, King Crimson, Suzi Quatro, Heaven 17.

- Solistas españoles: Tino Casal, Nacho Dogan, Camilo Sesto, Francisco, El Puma, Ángela Carrasco, Miguel Bosé, Pedro Mari Sánchez, Albert Hammond, Joan Baptista Humet, Víctor Manuel, Ana Belén, Pablo Abraira, Luis Eduardo Aute, Bertín Osborne, José Luis Perales, Ana Anguita, Teresa Rabal, Torrebruno, Antonio Ferrandis, Manolo Escobar, Manzanita, Peret, María Jiménez, Lucía, Isabel Pantoja, Lorenzo Santamaría, Victoria Abril, Bibi Andersen, Massiel, Raphael, Paloma San Basilio, Rocío Jurado, Rocío Dúrcal, Dyango, Jeanette, Antonio Flores, Juan Pardo, Miguel Ríos, Roque Narvaja, Ramoncín, Pedro Marín y Yuri.

- Solistas extranjeros: Donna Summer, Amanda Lear, Phil Collins, Iva Zanicchi, Raffaella Carrà, Albert Hammond, John Paul Young, Pablo Milanés, Leif Garrett, Yuri, Roberto Carlos, Juan Gabriel, Linda Ronstadt, Kenny Rogers, Paul Simon, Don McLean, Sally Oldfield, Demis Roussos .

## Los Premios
- Premio Ondas (1979). Nacionales de Televisión.
- TP de Oro (1978). Mejor Programa Nacional
- TP de Oro (1979). Mejor Programa Nacional
- TP de Oro (1980). Mejor Programa Musical y de Entretenimiento
- TP de Oro (1981). Mejor Programa Musical y de Entretenimiento

Fue considerado por el Grupo Joly uno de los cien mejores programas de la historia de la televisión en España.